# 中華民國是臺灣
中華民國是臺灣是一個政治論述，認為「中華民國就是臺灣，是獨立於中華人民共和國之外的主權國家，主權屬於臺灣人民」，主張中華民國是臺灣的國名，而臺灣並不歸屬於中華人民共和國。陳水扁為此論述的支持者，此論述在其中華民國四階段論有進一步說明。陳水扁主張「中華民國是臺灣，臺灣是中華民國」，一改中華民國與中華人民共和國主權重疊的舊想法。相關的政策包括中華民國護照加註臺灣的英文名稱。截至2005年，中華民國政府的自我描述是「中華民國是臺灣」。
這個論述基於陳水扁的「一邊一國」，將臺灣視為是獨立國家，與中華人民共和國不同，脫離一個中國的正統之爭；但同時希望採取中間路線，按四不一沒有，不宣布獨立及更改國號，希望用中華民國來形成臺灣的國家認同。這個提法也牽涉到臺灣在國際法上的定位。
這論述為臺灣不同的國家認同論述之一，獲得很大認同，但仍存在爭議。支持者認為可以此作為臺灣在國家認同上的最大公約數。中華人民共和國政府認為，這種說法意圖追求臺灣獨立，造成一中一台的狀況，中國國民黨與親民黨也反對這個說法。台獨運動成員中，也有派系主張以臺灣為國號，由於擔憂這個說法造成混淆而反對。
這種論述被很多臺灣人認定為當今的台海現狀。這種思維將「中華民國」做為臺灣國號並且以中華民國第二共和存在的模式，類似兩國論，被中華人民共和國政府認定是臺灣獨立的一種形式，是一種台獨，近期被學界與民間稱為「華獨」。

## 歷史
2004年10月10日，陳水扁總統在中華民國國慶談話中首次提出這個說法。陳水扁首先承認臺灣有族群融合問題，但是主張不管是認同中華民國或者認同臺灣，都應該被認為是對國家忠誠。他說：
中華民國的主權屬於兩千三百萬臺灣人民，中華民國就是臺灣，臺灣就是中華民國，這是任何人都不能否定的事實。
2005年，陳水扁在接見美國福爾摩莎基金會時，提出強化後的論述，一般稱為「中華民國四階段論」；其中，在2000年政黨輪替之後，進入「中華民國是臺灣」的階段。
2011年10月8日，民進黨主席兼總統候選人蔡英文發表談話，認為在1949年後中華民國只存在臺灣，所以「臺灣是中華民國、中華民國是臺灣」、「中華民國已經不是外來政府，而是現在的臺灣政府」。蔡英文以此為臺灣共識的基礎。國民黨大陸事務部主任張榮恭指這是一種「隱性臺獨」，國家政策研究基金會則認為此說法違反《中華民國憲法》。
2013年，民進黨前立委謝長廷、洪奇昌、許信良等人主張民進黨應通過「中華民國決議文」，其內容是「臺灣就是中華民國、中華民國就是臺灣」。
2017年9月26日，蔡英文政府的行政院院長賴清德在立法院答詢表示：“臺灣是一個主權獨立的國家，名字叫中華民國”國台辦新聞發言人馬曉光回應，台灣從來就不是一個國家，也永遠不可能成為一個國家。
2019年2月13日，蔡英文政府的中華民國總統府發言人張惇涵表示，「中華民國臺灣」是主權獨立的國家，兩千三百萬人民是國家的主人，這點無庸置疑。
2021年7月，前民進黨中國事務部主任顏建發接受多維新聞專訪時說，以民進黨的主流來看，「根本沒有『台灣獨立』這一回事，因為我們（台灣）已經是主權獨立，那為什麼還要再說獨立」，這件事情從很早就已定調，在過去二十幾年來這幾乎已是台灣主流思想，《台灣前途決議文》就提到「台灣是主權獨立國家，依憲法它的名稱叫中華民國」；以民進黨的主流意見來看，根本就不需要再講統獨，也沒有什麼台獨黨綱的問題。針對一些老獨派的「民進黨騙選票」批評，顏建發說，騙選票是騙人民的需求，但問題是台灣人民要的是安居樂業與發展，外在不要與美國有衝突、「不要做國際社會的麻煩製造者」，這些是大家都清楚的規則，民進黨現在的作為不是騙選票、「而是呼應選票的需求」。

## 各方觀點
- 中華人民共和國政府與往常相同，將「中華民國是臺灣」視為臺獨主張，並與往常一樣予以打壓和震懾。[18]

- 2014年12月25日，國立臺灣大學法律學院教授姜皇池認為，1945年至1949年間，盟軍授權中華民國國軍軍事佔領臺灣，為一種外來政權，是「中華民國來臺灣」；1949年至1971年間，中華民國政府持續有效統治臺灣，但仍然宣稱是來自中國，可以被視為流亡政府，為「中華民國在臺灣」；1971年後，因民主化運動與臺灣本土化運動的影響，中華民國已經變為臺灣的一部份，中華民國成為臺灣的國號，為「中華民國是臺灣」[19]。

- 2005年12月12日，前臺灣獨立建國聯盟中央委員莊秋雄直批，「中華民國是臺灣」為陳水扁喊出的錯誤理念，是號稱「本土政權」的陳水扁政府違背臺灣人民期待的案例。[20]

- 2006年10月，淡江大學教授許慶雄說，民主進步黨與陳水扁政府長期以來一直說「台灣是主權獨立的國家，國名叫中華民國，所以不必要宣布獨立」，但是：「你既然是一個獨立的國家，為什麼不宣布獨立？如果沒有法理上的獨立，那你怎麼是一個獨立的國家？台灣怎麼可能就這樣偷偷摸摸獨立成功，結果全世界沒有人知道？」他說，「台灣近來出現許多奇怪的獨立建國理論，不論是908建國、正名制憲建國、甚至有人說台灣屬於美國一部分等等，這些種種理論，都只是希望能夠『輕鬆快樂、偷偷摸摸來建國』，是一種『撿便宜』的心態，不是個應該有的行為」[21]。

- 2007年8月4日，國立清華大學教授黃居正認為，臺灣從未明白宣示獨立於中國之外，如果臺灣認同「中華民國是臺灣」或「中華民國在臺灣」，不再追求以「臺灣」為國號的獨立建國，在國際法上仍然會被當成是中國領土、而不是獨立國家[22]。

- 2009年10月7日，前國民大會代表張春男發表《台灣主權宣告書》，主張「台灣主權理應屬於台灣人」，並批評民進黨「可能實際上是由外來政權的特務單位所操控……欺騙台灣人『已獲得台灣主權』，要台灣人相信『中華民國就是台灣，台灣就是中華民國』」[23]。

- 2012年8月21日，台獨左派人士楊碧川諷刺，如果台灣人在中華民國體制內勝選執政等於「台灣已獨立」，20世紀亞洲、非洲、拉丁美洲各國獨立運動史就成為笑話[24]。

- 2012年9月6日，郭正亮說，民進黨只要碰到外島（金門群島、馬祖列島、釣魚臺列嶼、太平島）問題就會進退失據，因為“都是中華民國主權的歷史殘留，和台灣歷史並無隸屬關係”；碰到外島問題，民進黨才發現，“中華民國就是台灣、台灣就是中華民國”是法理上根本無法成立的論述[25]。

- 2016年9月5日，前中華民國總統府資政辜寬敏在《聯合晚報》的專訪中說，蔡英文政府強調「中華民國憲政體制」，他認為台灣維持「中華民國」這塊招牌是不得不的作法；若急著改變，會是一場革命，但這並非多數台灣人民所要的，「台灣幾百年來被外人統治是很悲哀的事」[26]。

- 2018年10月11日，喜樂島聯盟總召集人郭倍宏指出，民進黨抱著中華民國不放，影響台灣國際生存地位，讓台灣人看不到前途[27]。

- 2018年12月31日，許慶雄重申，「台灣人搖著中華民國國旗吶喊」、「台灣插滿中華民國國旗」就是向國際社會表示「台灣是中國的一部分」，「廢棄中華民國體制」才能讓「抗拒一個中國」有正當性，但民進黨「終於選擇向中華民國體制投降」[28]。

- 2019年2月20日，佛光大學教授柳金財表示，中華民國總統府宣稱「中華民國台灣」是主權獨立的國家、兩千三百萬人民是國家的主人，若此說為真，就不須透過公民投票變更領土、主權範圍及改變國號；喜樂島聯盟欲透過公投制憲建國，恰好證明台灣尚未獨立、中華民國是外來政權[29]。

- 2019年10月25日，台獨人士兼美國律師江建祥表示，把台灣叫成中華民國，台灣不會變成中華民國；把中華民國叫成台灣，中華民國也不可能變成台灣[30]。

- 2019年11月6日，國立臺北藝術大學名譽教授兼一邊一國行動黨召集人楊其文諷刺，如果「中華民國台灣」是最大公約數、更是蔡英文可以說了算，那麼「人類歷史就妳（蔡英文）直接來說唱就好」；民進黨有沒有捍衛台灣主權，光看民進黨放棄「玉山身分證」的立場就可以明瞭[31]。

- 2019年11月27日，陳水扁到嘉義市為一邊一國行動黨助選時說，蔡英文曾說「中華民國是流亡政府」，他也曾問「中華民國是什麼碗糕」，結果現在蔡英文被認為是2020年中華民國總統選舉中最認同中華民國的總統候選人；如果民進黨最後只能支持中華民國，「台灣」這條路將永遠走不出來，因此一邊一國行動黨一定要成立[32][33]。2019年12月27日，一邊一國行動黨發言人陳昭姿表示，一邊一國行動黨主張一邊一國、台灣是主權獨立國家，反對「中華民國台灣」，「『中華民國台灣』就是『中國台灣』，這是非常清楚的」[34]。

- 2019年12月25日，台獨人士陳永興說：「今天不是說『民進黨執政，咱的夢就實現』，不是說『選一個台灣人做中華民國的總統，咱就建國了』。沒有！咱只不過是在維持蔣家那個政權而已。這對咱而言，並非咱所要追求，也非咱建立咱自己的國家。……將台灣命運交託給虛幻看不見的『中華民國』名稱上面，去維護一個外來統治者留下來的政權，這就是咱追求的目標嗎？我相信大部分台派朋友不能接受這樣的想法，至少我自己不能接受這樣的結論。」[35]

- 2019年12月26日，台澎國際法法理建國黨創黨主席鄭自才說，民進黨現在就是把中華民國與台灣綁在一起，「蔡英文她都是這樣講，好像也只能這樣講，我們覺得這不對，所以台澎黨還是要堅持講出自己的主張」[36]。

- 2020年1月5日，國民黨立委陳宜民表示，本月民進黨立委兼蔡英文全國競選總部發言人林靜儀接受德國之聲專訪時說支持兩岸統一是叛國行為，顯示民進黨的真正想法是「借中華民國的殼，以民主與愛國主義包裝台獨」[37]。

- 2020年6月1日，美屬台灣群島方案代表人物蕭惟仁表示，許多台獨人士仍以「全民直選總統」來界定國家主權獨立的成立條件，這是「一廂情願，永遠得不到全世界的認同」；民主選舉與所有權毫無關係，亦即民主選舉無法改變「台灣沒有主權」的現況[38]。

- 2021年7月6日，國立東華大學教授施正鋒表示，不少人認為「台灣有國旗、國歌、憲法、政府及軍隊，所以是國家」，但是這些只是「國家打造」；即使台灣再怎麼民主化，台灣看人臉色、任人擺布，連起碼的實質自主都沒有，遑論法理獨立[39]。

- 2022年5月31日，台灣民意基金會董事長游盈隆批評，上星期美國全國公共廣播電台（NPR）刊登中華民國外交部部長吳釗燮專訪「為避戰，台灣不尋求獨立」，對美國唯命是從的「蔡英文路線」已浮上檯面：蔡英文揮別李登輝「明統暗獨」和陳水扁「一邊一國」路線，放棄民進黨的台獨理想與價值，要追求屬於自己的歷史時空，就算犧牲重大利益也在所不惜，包括「出賣台獨」[40]。

- 2022年8月7日，國史館臉書粉絲專頁發表文章稱[41]，前台灣憲法學會理事長許慶雄日前在國史館線上講堂的演講內容指出，聯合國與國際社會都認定中華民國已經由北京政府代表、繼承。文章引發爭議，國民黨質疑許慶雄演講內容是否為蔡英文意見。同日深夜，國史館館長陳儀深發出聲明稿表示，兩蔣時代的中華民國與李登輝以後的中華民國是「同名異物」，許慶雄演講當天他有當場表達不同意見，許慶雄演講內容不代表國史館主張[42]。

- 2023年2月26日，民進黨新潮流系大老林濁水質疑，蔡英文一些主權主張「對於一些細膩、但基本且重大的差別，都是跳過去的」，其中一個令各國外交官不知如何回應的主張就是「中華民國台灣」[43]。

- 2023年3月29日，國民黨主席朱立倫表示，蔡英文作為中華民國總統，沒有一次講到中華民國；他呼籲民進黨，不要「嘴巴要求別人捍衛中華民國，自己不斷去中華民國化」。朱立倫表示，不管何時何地，國民黨都是站在中華民國立場、捍衛中華民國，同時也是真正能夠保衛台灣、讓兩岸和平的政黨；民進黨用抗中犧牲國人利益，讓兩岸衝突緊張以獲得自己的政治利益，國人都看得很清楚[44]。林濁水諷刺，看到駐斐濟臺北商務辦事處「正名」為中華民國（臺灣）駐斐濟商務代表團，他恍然大悟：令人頭昏的「中華民國台灣之謎」真相就是一個「內外有別」、給外國人看的和給台灣人看的不一樣的遊戲[45]。